# Hậu Bổn
Hậu Bổn là một thị xã cũ, tỉnh lỵ tỉnh Phú Bổn (tỉnh lỵ này còn có tên là Cheo Reo) thuộc khu vực bắc Cao nguyên Trung phần dưới thời Việt Nam Cộng hòa. Hiện nay Hậu Bổn là trung tâm hành chính của thị xã Ayun Pa, tỉnh Gia Lai.

## Lịch sử
Dưới thời Pháp thuộc, khu vực này nguyên là quận lỵ quận Cheo Reo, tỉnh Pleiku.
Năm 1962, quận Cheo Reo thuộc về tỉnh Phú Bổn được thành lập, đồng thời chia thành 3 quận mới là Phú Thiện, Phú Túc (nay là huyện Krông Pa) và Thuần Mẫn (nay tương ứng với huyện Ea H'leo, tỉnh Đắk Lắk và các xã phía nam của thị xã Ayun Pa ngày nay). Tỉnh lỵ tỉnh Phú Bổn đặt tại Cheo Reo, hay còn gọi là thị xã Hậu Bổn.
Sau năm 1975, tỉnh Phú Bổn giải thể, sáp nhập vào tỉnh Đắk Lắk và trở thành huyện Cheo Reo thuộc tỉnh Đắk Lắk. Thị xã Hậu Bổn chuyển thành thị trấn Cheo Reo, huyện lỵ huyện Cheo Reo.
Năm 1976, huyện Cheo Reo lại được chuyển về tỉnh Gia Lai – Kon Tum và đổi tên thành huyện Ayun Pa. Lúc này, thị trấn Cheo Reo bị giải thể.
Ngày 2 tháng 3 năm 1979, Hội đồng Chính phủ ban hành Quyết định số 77-CP về việc thành lập thị trấn Ayun Pa – thị trấn huyện lỵ huyện Ayun Pa trên cơ sở thị trấn Cheo Reo cũ.
Ngày 30 tháng 3 năm 2007, Chính phủ ban hành Nghị định số 50/2007/NĐ-CP về việc:
- Thành lập thị xã Ayun Pa thuộc tỉnh Gia Lai.
- Thành lập 4 phường: Cheo Reo, Đoàn Kết, Hòa Bình, Sông Bờ trên cơ sở toàn bộ thị trấn Ayun Pa cũ.